# 广珠公路
广珠公路是一條廣東省內的市際公路，起源于民國時開始修築的岐关公路西路，共和國成立後先名为广中公路，珠海市建市后改名广珠公路，现成 105国道连接广州至珠海的一段。
其北起广州市海珠区洛溪大桥，途径番禺的洛浦街、大石、钟村、顺德的陈村、北滘、伦教、大良、容桂，中山市的小榄、西区、石岐、南区、板芙，三乡等地抵达珠海市。是广州通往珠江西岸各市最早的陆路交通大动脉。

## 历史

### 岐关西路
长期以来，澳门至石岐没有直通公路，交通不便。虽有官道从石岐通往前山，再接连澳门莲花茎，即现在的岐澳古道中的“南干大道”，但因崎岖不平，陡坡多，只能使用人力小推车运送货物，往返一次也需要花费较多时间。严重阻碍粤澳间的贸易交流。
1927年，中山县三乡的郑芷湘、郑礼卿、吴梅一、黄昌垣等人发起筹办岐关车路公司，修中山石岐一澳门关闸的岐关公路。1927年7月，中山县岐关车路公司筹备办事处在广州西堤二马路三楼成立。
同时，经广东省建设厅公路处批准立案，领取“路字第一号”及“路字第四号”建筑执照。同年12月，办事处移至澳门新马路67号二楼。
公司股金绝大部分来自华侨、港澳商人和当地商民的投资，属民间资本企业，也是抗战前投资最多，规模最大、设备最好的筑路行车合一的公路交通企业。
1927年10月，岐关公路正式动工。由郭颂尧负责勘测定线，刘庆勋负责桥梁涵洞工程设计。筑路过程中，澳门府督巴波沙无偿借给筑路轻便铁轨车及运泥斗车数十辆。
岐关公路以关闸为起点分为东路和西路两段，其中西路长37.77公里，从拱北关闸经三乡、板芙至石岐，于1936年通车。有钢筋混凝土桥52座，木桥39座，涵洞272处。路面宽7.7米，最宽处为9米。此段为本路石歧以南段的起源。
岐关公路通车后，最早归岐关车路公司专营，仅有客车运营，是20世纪30~40年代全国唯一的“奉准永远专利权”的民办公路，收益颇丰。
1940年日军侵入中山县，公路遭受破坏，岐关车路公司亦受掠夺而告停业。1945年8月抗日胜利后，于1946底修复岐关西路。

### 顺中公路
民国17年(1928年)，广东省、顺德县当局开始征股集资筹建顺中（顺德至中山）公路。翌年，县政府制定〈征地建路认股办法》，各路相继动工。至民国21年，顺中公路顺德路段完成部分路基，其中大良至霞村（即沙头）段通车；为砂土路面，宽7米左右。
民国25年，顺中公路开通短途汽车客运。顺中公路容良（沙头至大良）段由利民行车公司承运。后由于连年战乱，至40年代仅大良至沙头段勉强通车。

### 广中公路时期
1949年秋，解放军进驻中山县，中山解放，岐关车路公司仍继续经营。1950年4月25日，岐关车路公司由石岐市军事管制委员会接管。
1950年底，岐关车路公司按经济类型划分属公私合营性质，1951年后改为公营，并以岐关车路公司为基础与中山县兴利行车公司、和盛货运公司、顺德县长途汽车公司等10个公司合并，改称广中车路公司。
1951年3月，国家投资，动工兴筑广（州）中（山）公路，由顺中公路和岐关西路组成。由广中车路公司协同中山、顺德、南海3个县组织施工，经省交通厅勘测规划。设立了抢修广中公路指挥部，路基土方由沿线乡村组织民工进行施工，载运木料、沙石等物资由广中车路公司调配。路面为沙土路面，路面宽8~9米。当年6月，中山段竣工。之后在三洪奇，沙头，细滘等渡口设立车船渡，结束汽车分段运行的历史。
1954年广东省运输局派员到广中车路公司清理财产和整顿企业管理工作：同年7月1日决定管养运输分营，将广中车路公司的公路管理养护部分移交公路管理局中山养路段接管。
1977年左右本路各段陆续改造为路宽8—9米的双向两车道沥青路面。

### 改革开放之后的发展
1984年建成三洪奇、容奇、细滘三座公路大桥
1987年，中山段改造成二级路面，并于1988年12月31日完工。

## 广州段
由洛溪大桥起始，进入番禺区后经过洛浦路至大石大桥，之后依次为富石路，钟顺路，屏都路，并从屏山大桥进入佛山段。

## 佛山段
全段位于顺德区，由广佛交界的屏山大桥起始，依次途径陈村、北滘、伦教、大良、容桂，过旧沙口大桥后进入中山段。全段也被称作顺德大道。

## 中山至珠海段

### 中山段
中山段全长61.7公里，由小榄大道开始，到小榄站路口则变为裕民大道，经同兴高架桥驶入葵兴大道，过东升枢纽立交后依次为坦背西二马路，坦背东二马路，至昌观立交桥后为彩虹大道，至沙朗立交向南由石岐过境线过中山三桥随后经过板芙镇，三乡镇后进入珠海界。
板芙镇段又称板芙大道，三乡镇段又称文化路，谷都大道。

#### 改线
广珠公路中山市中心段原先经过西区彩虹大道、城区的中山一路、人民大桥、中山二路、岐关西路、南区的城南一路、二路。1992年建设石岐过境线，由沙朗立交桥以北600米处起，终点设在环城加油站东北侧，全长11.95公里，1993年国庆前建成通车。
广珠公路三乡段原先经过三乡的文昌路、268省道温泉段至古鹤。1992年11月动工兴建谷都大道，从105国道三乡镇平岚村境内的金字山北侧马迳起至古鹤村口（中山与珠海交界处)，全长8.18公里。1994年6月30日完成环城区长环至三乡金字山马迳路段19.8公里改造，1994年10月全线竣工通车，105国道中山境内长度从原来的67.7公里缩短为61.7公里。